# Карракатта (кладбище)

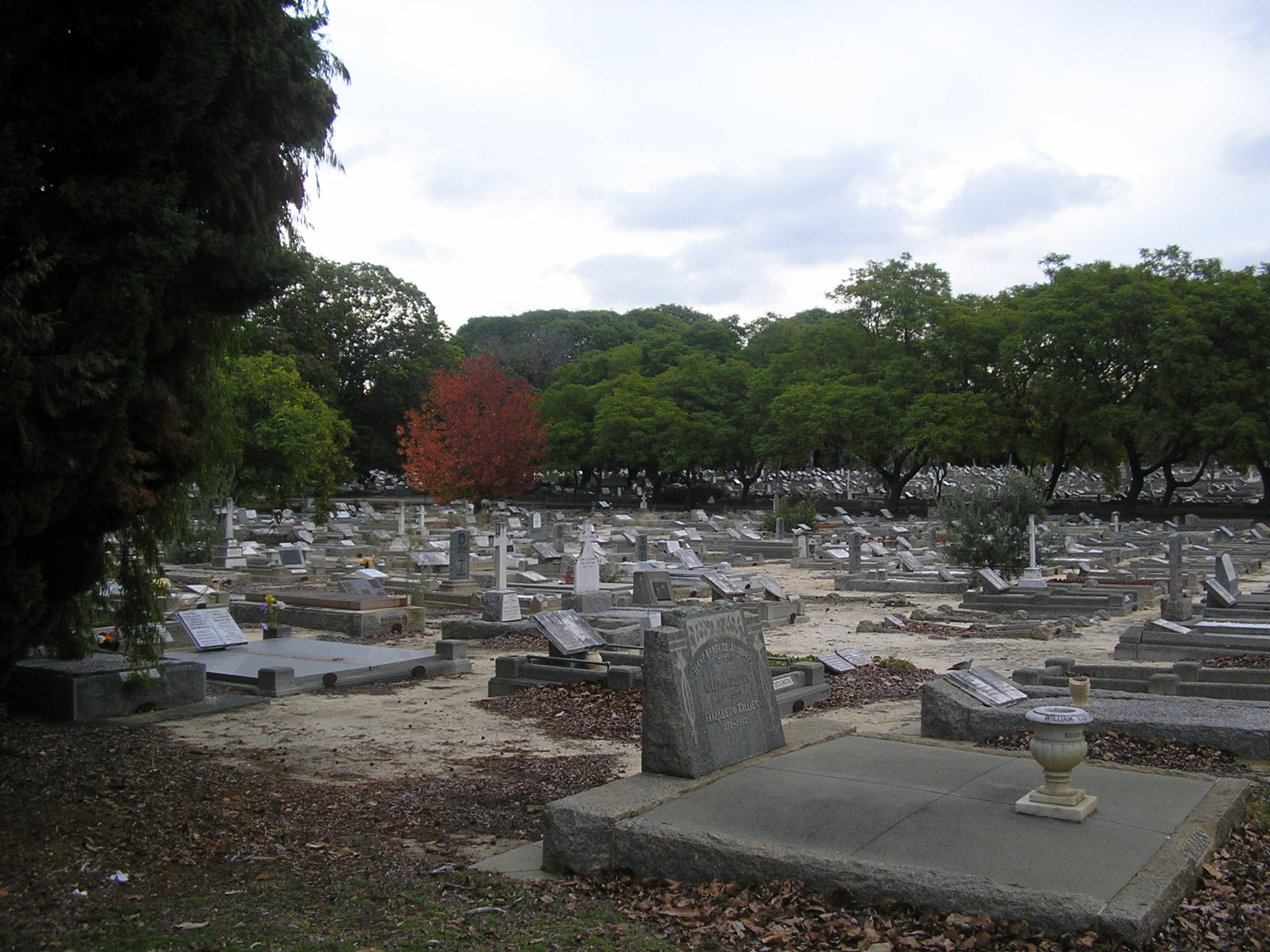
Захоронения

Кладбище в Карракатте (англ.  Karrakatta Cemetery) —  исторический некрополь, расположенный в одноимённом пригороде города Перт, Австралия. Некрополь внесён в реестр памятников культурного наследия Западной Австралии. На кладбище похоронены многие известные личности, связанные с историей Западной Австралии. Кладбище находится в 7 км. к западу от центра Карракатты. 
Кладбище было основано в 1899 году Робертом Крейгтоном. В 1990 году было внесено в реестр памятников культуры Австралии. В 1995 году на территории кладбища был построен Австралийский военный мемориал.  